# Райхерт, Исраэль
Исраэль Райхерт (ивр. ישראל רייכרט‎; 5 августа 1891, Озоркув, Згежский повят — 22 мая 1975, Гедера, Центральный округ) — один из основоположников сельскохозяйственных исследований и пионер фитопатологических исследований в Израиле, профессор сельскохозяйственного факультета Еврейского университета Иерусалима и лауреат премии Израиля в области наук о жизни.

## Биография
Райхерт родился в 1891 году в городе Озоркув, Калишская губерия (ныне Польша), в религиозной и богатой семье. В детстве он учился в ешиве, которую возглавлял раввин Рейнес. В 1908 году он иммигрировал в Эрец-Исраэль. В Эрец-Исраэль он работал фермером и учился в семинарии учителей иврита в Иерусалиме. После её окончания в 1911 году работал учителем в школе «Эзра» в Хайфе. Два года спустя он отправился изучать биологию в Берлинский университет. В этой области он продолжал преподавать и исследовать, а в 1921 году защитил докторскую диссертацию, в которой исследовал грибные культуры в Египте (Die Pilzflora Aegyptens). Все это время он оставался в Европе и был активен в сионистских организациях.
После завершения докторской диссертации Отто Варбург и Ицхак Вилькански пригласили Райхерта возглавить отдел исследований болезней растений на созданной ими в Израиле экспериментальной сельскохозяйственной станции. Он был одним из первых исследователей станции и основал отделение патологии растений (также называемое фитопатологией). Он возглавлял этот отдел 37 лет, с 1922 по 1959 год, вплоть до выхода на пенсию. С середины 1950-х годов, когда станция переехала в Вулканический институт в Бейт-Дагане, он также возглавил Институт защиты растений.
Его исследовательская деятельность также получила академическое признание. В 1943 году Райхерт был назначен лектором в Институт сельскохозяйственного обучения (позже филиал Еврейского университета в Реховоте), а в 1949 году он стал профессором на полную ставку. Его вклад в изучение болезней растений имел большое значение во время его работы. Его отдел был одним из самых крупных и активных в Вулканическом институте. Его сотрудники смогли выявить характеристики, которые способствуют развитию болезней растений. В его отделении впервые были разработаны направления вирусологии и патографии. Исследования Райхерта и его сотрудников привели к предсказанию развития болезней растений и привели к усовершенствованию пестицидов. Среди прочего, он первым в мире изучил влияние росы на развитие болезней листьев.
В 1956 году Райхерт был удостоен премии Израиля в области наук о жизни за свои исследования в области болезней растений.
В 1959 году он отошёл от руководства своим отделом, где проработал до 1968 года.
Райхерт умер в больнице Герцфельда после болезни в 1975 году. Он был похоронен на кладбище Кирьят-Шауль. У него остались жена, пианистка Надя Эттингон-Райхерт, на которой он женился в июне 1928 года, и его брат, доктор Якоб Райхерт.
Его вдова умерла в 1994 году и была похоронена рядом с ним. Рядом с ними похоронены его брат и невестка.